# Децентрализованное планирование экономики
Децентрализовано-плановая, или децентрализованная плановая (иногда горизонтально-плановая), экономика — тип экономической системы, основанной на децентрализованном экономическом планировании, в котором процесс принятия решений распределяется между различными экономическими агентами или локализован в производственных единицах. Децентрализованное планирование проводится в отличие от централизованного планирования, когда экономическая информация агрегируется и используется для разработки плана распределения производства, инвестиций и ресурсов центральным органом.
Децентрализованное планирование может формироваться как в контексте смешанной экономики, так и в посткапиталистической экономической системе.
Обычно это предполагает определенную форму демократического принятия решений в рамках экономики или внутри фирм, в форме экономической демократии или промышленной демократии. В качестве альтернативного варианта различные экономисты и специалисты в области компьютерных технологий предложили использовать компьютерные или управляемые компьютером формы децентрализованной координации между экономическими предприятиями.
В недавних предложениях по децентрализованному экономическому планированию используется термин «планирование на основе участия», с тем чтобы подчеркнуть кооперативный и демократический характер этой системы и противопоставить ее централизованному планированию, связанному с бывшим СССР. Сторонники представляют децентрализованное и основанное на широком участии экономическое планирование в качестве альтернативы рыночному социализму для посткапиталистического общества.
Децентрализованное планирование было предложено в качестве основы для социализма и было поддержано демократическими социалистами и анархистами, которые выступают за нерыночную форму социализма, отвергая при этом централизованное планирование советского типа. Некоторые авторы (например, Робин Кокс) утверждали, что децентрализованное планирование позволяет создать спонтанно саморегулирующуюся систему управления запасами (основанную исключительно на расчетах в натуральных показателях), и что, в свою очередь, решительно преодолевает возражения, вызванные аргументом экономического расчета, согласно которому любая крупномасштабная экономика должна обязательно прибегать к системе рыночных цен.

## Модели

### Кибернетика
Для социалистических экономик предложено использование компьютеров для оптимальной координации производства. Экономист Оскар Ланге утверждал, что компьютер более эффективен, чем рыночный процесс, при решении множества одновременных уравнений, необходимых для эффективного распределения экономических затрат (либо с точки зрения физических величин, либо денежных цен).
Чилийский проект в области плановой экономики с компьютерным управлением 1970 года Киберсин был инициирован социалистическим правительством Сальвадора Альенде в попытке перейти к децентрализованному планированию с экспериментальным компонентом Киберфолка.

### Согласованная координация
Экономист Пэт Дэвайн создал модель координации под названием «согласованная координация», которая основана на социальной собственности тех, кто пострадал от использования активов, с решениями, принятыми теми, кто на самом локализованном уровне производства.

### Планирование
Структура планирования децентрализованной плановой экономики, как правило, основывается на совете потребителей и совете производителей (или совместно — на дистрибьюторском кооперативе), который иногда называют потребительским кооперативом. Производители и потребители или их представители договариваются о качестве и количестве производимой продукции. Эта структура занимает центральное место в экономике участия, гильдейском социализме и экономических теориях, связанных с анархизмом.

## Поддержка и воплощение
Децентрализованное планирование было особенностью социалистической и анархической экономики. Вариации децентрализованного планирования включают в себя экономику с участием населения, экономическую демократию и промышленную демократию, и их поощряют различные политические группы, в первую очередь либертарные социалисты, марксисты, анархисты и демократические социалисты.
Во время Испанской революции 1936 года некоторые территории, где было распространено анархическое и социалистическое влияние через НКТ и ВСТ, особенно в сельских районах, функционировали на основе децентрализованного планирования, напоминающего принципы, изложенные Диего Абадом де Сантильяном в его книге «После революции».